# Ricardo Palma (Piura)
Ricardo Palma es un caserío peruano ubicado en el distrito de Yamango, perteneciente a la provincia de Morropón del departamento de Piura, al norte del Perú. 

## Ubicación
Ricardo Palma se ubica al noreste de la provincia de Morropón, en el distrito de Yamango, en el departamento de Piura.

## Demografía
En 2017 Ricardo Palma tenía una población de 74 habitantes.
| Gráfica de evolución demográfica de Ricardo Palma entre 1993 y 2017 |
|                                                                     |
| Fuentes: Población 1993 y 2017                                      |